# Hinamatsuri
Hinamatsuri, o Hina Matsuri (雛祭 ó ひな祭り?) es el Festival de las Muñecas, que se celebra cada 3 de marzo en Japón. Está dedicado especialmente a las niñas, por lo que también se conoce como Festival de las Niñas. En él, las niñas exponen varias muñecas (ningyō (人形?)) vestidas con kimonos tradicionales y quedan situadas en distintos niveles de una plataforma, de hasta 5 a 7 escalones, cubierta con tela roja. Estas muñecas representan personajes de la corte imperial de la Era Heian ordenados jerárquicamente y pasan de generación a generación dentro de la familia. Se suele adornar también con flores de melocotonero ya que este festival también se conoce como Momo no Sekku, y el melocotón es una fruta que se relaciona con el sexo femenino.

## Origen y tradición

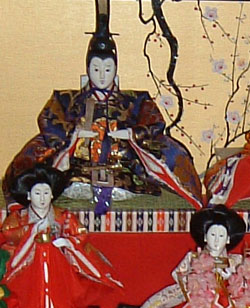
Muñecas Hina.

La tradición japonesa que proviene de donde se pensaba que estas muñecas podían esconder los malos espíritus en sus cuerpos, salvando así a su dueño de encuentros peligrosos una vez se librara de ellas. De esta manera, la costumbre se hizo en una ceremonia conocida en el Periodo Heian como hina nagashi, en que las muñecas de papel eran enviadas en barco por el curso de un río, llevándose consigo los malos espíritus. La costumbre se difundió durante el Período Edo, pasando de generación en generación hasta lo que hoy conocemos como 
Hinamatsuri.
Se dice que si las muñecas quedan expuestas más tiempo del necesario, la niña se quedará soltera de mayor o que tardará en casarse. Por ello, las muñecas suelen guardarse pronto pasado el festival, siendo el día 4 el mejor para hacerlo. 
El festival cuenta con su propia canción tradicional, muy conocida entre la población japonesa. Un plato típico de la festividad es el hinaarare, una especie de bolitas de arroz de diversos colores y dulces, que se dice que protegen a las niñas de las enfermedades y la mala suerte. Suele beberse shirozake, un sake de color blanco y dulce, para purificar el cuerpo.